# Équipe de Malaisie des moins de 17 ans de football
L'équipe de Malaisie des moins de 17 ans est une sélection de joueurs de moins de 17 ans au début des deux années de compétition placée sous la responsabilité de la Fédération de Malaisie de football. Elle a été une fois en quart de finale de la Coupe d'Asie des nations des moins de 16 ans et n'a pas participé à la Coupe du monde de football des moins de 17 ans.

## Parcours en Coupe d'Asie des nations de football des moins de 16 ans
- 1985 : Forfait
- 1986 : Non qualifiée
- 1988 : Non qualifiée
- 1990 : Non qualifiée
- 1992 : Non qualifiée
- 1994 : Non qualifiée
- 1996 : Non qualifiée
- 1998 : Non qualifiée
- 2000 : Non qualifiée
- 2002 : Non qualifiée
- 2004 : 1er tour
- 2006 : Non qualifiée
- 2008 : 1er tour
- 2010 : Non qualifiée
- 2012 : Non qualifiée
- 2014 : Quarts de finale
- 2016 : 1er tour
- 2018 : 1er tour
- 2023 : À venir

### Parcours en Coupe du monde
Jamais qualifiée